# 크하잣둠
크하자드 둠(Khazad-dûm )은 《실마릴리온》, 《반지의 제왕》에 등장하는 나라다. 난쟁이가 세웠으며 두린의 후손들이 왕으로 군림했다. 작중에서는 이미 멸망하여 오크와 트롤 같은 악의 세력에 장악당했다.
이곳은 난쟁이들의 뛰어난 석재 가공 기술 및 건축 솜씨를 엿볼 수 있는 곳으로써 매우 아름다운 곳이다. 중간계에서 가장 번성했으며 난쟁이 왕국 사이 가장 번성했고 커다란 왕국으로 중간계에서 미스릴이 나는 곳이었기에 악의 무리들이 차지하고자 했다. 
원정대는 이곳에서 간달프를 잃고 로스로리엔을 향했다. 향후 부활한 간달프는 독수리의 도움으로 원정대가 로스로리엔에서 떠난 후 뒤늦게 도착한다.
사우론이 파멸한 뒤 두린 왕이 다시금 세력을 모아 재부흥을 이끌고 종족의 힘이 다하는 날까지 그곳에서 살아갔다고 전해진다.